# Estados Unidos en los Juegos Olímpicos de Sarajevo 1984
Estados Unidos estuvo representado en los Juegos Olímpicos de Sarajevo 1984 por un total de 107 deportistas, 77 hombres y 30 mujeres, que compitieron en 10 deportes.
El portador de la bandera en la ceremonia de apertura fue el piloto de luge Frank Masley.

## Medallistas
El equipo olímpico estadounidense obtuvo las siguientes medallas:
| Nombre                            | Deporte            | Competición       |
| --------------------------------- | ------------------ | ----------------- |
| Oro                               |                    |                   |
| Bill Johnson                      | Esquí alpino       | Descenso M        |
| Phil Mahre                        | Esquí alpino       | Eslalon M         |
| Debbie Armstrong                  | Esquí alpino       | Eslalon gigante F |
| Scott Hamilton                    | Patinaje artístico | Individual M      |
| Plata                             |                    |                   |
| Steve Mahre                       | Esquí alpino       | Eslalon M         |
| Christin Cooper                   | Esquí alpino       | Eslalon gigante F |
| Rosalynn Sumners                  | Patinaje artístico | Individual F      |
| Kitty Carruthers Peter Carruthers | Patinaje artístico | Pareja            |
| Bronce                            |                    |                   |
| —                                 |                    |                   |